# Коллективизм
Коллективи́зм (фр. collectivisme) — собирательный социально-психологический термин, характеризующий любую доктрину или другую социальную установку, делающую упор на важность и ценность коллектива.
С философской точки зрения — главенство интересов коллектива или группы (общества, государства, нации или класса) над интересами личности, признание приоритета общественного блага над личным, добровольное подчинение своих интересов интересам общества.
Противоположным понятием является индивидуализм.

## Термин
Коллективизм также понимается как принцип совместной деятельности людей, проявляемый в осознанном подчинении личных интересов общественным интересам, в товарищеском сотрудничестве, готовности к взаимодействию и взаимопомощи, во взаимопонимании, доброжелательности и тактичности, интересе к проблемам и нуждам друг друга, особенно характерен для групп высокого уровня развития и коллективов, где сочетается с коллективным самоопределением и идентификацией, являясь основой группового единства и сплоченности.
Согласно исследователям (Парсонс Т.), существует переменная социального действия: ориентация на себя — ориентация на коллектив, в разных культурах ориентация на коллектив требуется в разном объёме, при этом ни в одной культуре не требуется полного подчинения интересов личности интересам коллектива, так же как не существует культурная модель, позволяющая человеку, входящему в коллектив полностью игнорировать его интересы.
Исследователями (Hofstede, 1983; Triandis, 1989; Schwartz, 1990) выделяется индивидуалистическая культура, ориентирующая на минимальный уровень опеки и ответственности общества перед гражданами, дистанцированность и свободу социальных связей, избегание опеки со стороны групповых структур, рассматриваемых индивидом в качестве противовеса его личным интересам, и способствующая максимализации личной ответственности за свою жизнь, приоритету заботы о себе, личных целей над общественным благом, групповыми и общественными интересами, минимальный уровень следования нормам и обязанностям, предъявляемым индивиду обществом, слабую связь личных и групповых целей, а также коллективистская культура, представители которой ставят интересы группы выше своих собственных, ориентированы на значительную взаимную ответственность общества и граждан, участие коллектива в продвижении их личных интересов, социальные связи внутри коллектива характеризуются сплоченностью, разницы между членами группы и теми, кто вне её, нет, для коллективистской модели отношений характерны такие ценности как преданность, жертвенность и терпимость; согласно сравнительному анализу (Triandis,1989), если для индивидуалистической культуры основным критерием поддержания взаимоотношений и взаимосвязей в обществе служит их прагматичносить и выгодность-невыгодность, то в коллективистских культурах таким основанием служат моральные нормы и традиции.
Ни одна из культур не существует в своем чистом виде и в рамках одного общества в различных коммуникативных средах может преобладать как индивидулистическая, так и коллективистская система ценностей; в современных организационных структурах широко применяется командная форма организационной деятельности, соединяющая достоинства как индивидуалистической, так и коллективистской модели поведения: работа в команде признается (Harris, 2002; Miller, 2003) благоприятной средой, где каждый член организации может реализовать свои индивидуальные цели, способности и таланты, вместе с тем работа в команде требует от специалиста наличие важных коммуникативных и коллективистских навыков: умение вносить вклад в решение общей задачи; слушать; анализировать проблему и генерировать альтернативные решения; консультироваться; принимать решения; адаптироваться к ситуации; оказывать влияние, оказывать поддержку; вести себя в ситуации конфликта и т. д.
Как историко-философская теория коллективизм есть точка зрения, согласно которой ход истории определяется не великими личностями, а массами. Самым последовательным защитником коллективизма является марксизм.
Как полагают марксисты, подлинный коллективизм не отрицает саморазвития и самоопределения человека, а является его основой, обеспечивает формирование индивидуальности, защищает интересы личности.
Термином коллективизм также обозначают социальные системы, радикализирующие принцип коллективизма и стремящиеся с помощью любых средств, включая и насилие, преобразовать общество во имя достижения единой цели, и подчиняющие во имя этой цели интересы индивида интересам общества. Существует мнение, что коллективизм является общей чертой тоталитарных систем XX века, таких как советский извод социализма, национал-социализм и фашизм.

## Оценки
Коллективизм может быть теоретическим, существующим в форме проекта коллективистического переустройства общества, и практическим, существующим в виде конкретного коллективистского общества. Формой коллективизма индустриального общества является социализм. Коллективисты полагают, что для развития личности полезна включенность в коллектив, под чем могут подразумевать различные понятия — группу людей, социальный класс, всё общество, нацию, государство.

### Апология
Согласно исследованиям профессора Корнеллского университета Ури Бронфенбреннера семья и коллектив являются жизненно необходимыми элементами социализации детей, трансляции культурных ценностей, воспитания в детях альтруизма, коллективизма, чувства ответственности перед другими людьми, перед обществом. Бронфенбреннер предлагает использовать в США для снижения уровня насилия и преступности в детской и подростковой среде, повышении уровня образования социально слабых групп населения советский опыт воспитания подрастающего поколения, традиции шефства и наставничества, в частности концепцию А.Макаренко, доказывающего незаменимость коллектива в формировании у личности коллективистских ценностей, альтруизма и ответственности перед обществом.
Некоторые исследователи (Этциони, Амитай) обосновывают невозможность дихотомии и противопоставления коллективизма и индивидуализма, так как любое общество невозможно без их существования и баланса в той или иной форме; в этом аспекте предлагаются те или иные формы коммунитаризма, где индивидуальные права и устремления защищены, но в то же время внутренне согласованы с интересами сообщества, «включены» в моральные и культурные традиции общества.

### Критика
Идеология коллективизма подвергается обвинениям в том, что не уделяет достаточного внимания отдельной личности. Известный исследователь коллективизма, нобелевский лауреат по экономике Фридрих фон Хайек писал:

Различные виды коллективизма, коммунизма, фашизма и пр. расходятся в определении природы той единой цели, которой должны направляться все усилия общества. Но все они расходятся с либерализмом и индивидуализмом в том, что стремятся организовать общество в целом и все его ресурсы в подчинении одной конечной цели и отказываются признавать какие бы то ни было сферы автономии, в которых индивид и его воля являются конечной целью— Философия: Энциклопедический словарь / Под ред. А. А. Ивина.
По мнению философа Н.Бердяева, исконный русский коллективизм всегда был враждебен культуре, враждебен личному началу, всегда тянул нас вниз, всегда мешал нам [русским — ред ] выйти к свету, в мировую ширь. Этот коллективизм парализовал в нас чувство личной ответственности и делал невозможной личную инициативу.